# The Phone (filme)
The Phone (em coreano: 더 폰) é um filme de ação e suspense produzido na Coreia do Sul em 2015 e dirigido por Son Hyun-joo. Foi lançado no dia 22 de outubro de 2015.